# Алпулу
Алпулу (на турски: Alpullu) е село в Източна Тракия, Турция, Вилает Лозенград. Околия Бабаески.

## География
Селото се намира на 10 км югоизточно от Бабаески.

## История
Според статистиката на професор Любомир Милетич в 1913 година в Алпули живеят 120 гръцки семейства.